# William Christie
William Lincoln Christie (n. Buffalo, 19 de diciembre de 1944) es un director de orquesta y clavicembalista estadounidense nacionalizado francés. Considerado un especialista en el repertorio barroco y clásico, es el fundador del conjunto Les Arts Florissants.

## Vida
Christie estudió historia del arte en la Universidad de Harvard, donde fue brevemente director ayudante del Harvard Glee Club.  Desde 1966, empezó estudios en la Universidad de Yale en música, donde estudiaba clavicémbalo con Ralph Kirkpatrick.  Se opuso a la Guerra de Vietnam, y sirvió en un curso de oficiales de reserva para evitar el reclutamiento. 

## Trayectoria profesional
Christie enseñó en el Dartmouth College, pero después no le renovaron el puesto en Dartmouth y se trasladó a Francia en 1971.  Fue uno de los jóvenes que abandonaron los Estados Unidos en aquella época en desacuerdo con la Guerra de Vietnam, para evitar el reclutamiento. En Francia, fue conocido por sus interpretaciones de música barroca, particularmente música barroca francesa, trabajando con René Jacobs y otros.  También interpretó música contemporánea junto a la música barroca con el conjunto Five Centuries.
En 1979, Christie fundó Les Arts Florissants, que recibieron ese nombre por la ópera homónima de Marc-Antoine Charpentier, que fue su primera representación integral. Su mayor reconocimiento le llegó con la producción de Lully Atis en la Opéra-Comique en París. Christie también ha presentado y grabado obras de André Campra, François Couperin, Claudio Monteverdi y Jean-Philippe Rameau.
Christie fue un profesor en el Conservatorio de París de 1982 a 1995, y mantiene un rol activo en pedagogía participando en clases magistrales y academias. En 2002, fundó Le Jardin des Voix, una academia bienal para jóvenes cantantes en Caen.  Desde 2007, ha tenido relación con la Juilliard School, proporcionando clases magistrales en  práctica de interpretación histórica.
Christie se ha extendido más allá del núcleo del repertorio francés, interpretando a Henry Purcell, Georg Friedrich Händel y Wolfgang Amadeus Mozart.  Ha sido director invitado en el Festival de Glyndebourne, y producciones para la Ópera de Zúrich y la Ópera de Lyon.  También ha dirigido interpretaciones con instrumentos de época con conjuntos más modernos como la Filarmónica de Berlín.
Christie adoptó la ciudadanía francesa en 1995.  Fue condecorado con la Legión de honor en 1993, y es un oficial en el Orden de las Artes y las Letras. Fue elegido miembro de la Academia de Bellas Artes el 12 de noviembre de 2008, en la sección Membres libres ("miembros libres"), en el asiento anteriormente propiedad de Marcel Marceau, Asiento #1.